# 2008年太平洋颱風季
| 太平洋颱風季             |
| 主題頁 - 專題 - 編輯指南 |

2008年太平洋颱風季泛指在2008年全年內的任何時間，於赤道以北及國際換日線以西的太平洋水域所產生的熱帶氣旋。雖然有關方面並沒有設下本颱風季的指定期限，但大部份於西北太平洋的熱帶氣旋通常都會於五月至十二月期間形成。
本條目的範圍僅侷限於赤道以北及國際換日線以西的太平洋水域。於赤道以北及國際換日線以東的太平洋水域產生的風暴則被稱為颶風。在西太平洋產生的熱帶風暴是由日本氣象廳命名，而在該地區的熱帶低氣壓的編號都以 W 字母作結。而凡進入或產生於菲律賓風暴責任範圍以內的熱帶氣旋，菲律賓大氣地理天文部門（PAGASA）都會為它們訂立一個菲律賓名稱，作當地警報用途，因此同一個風暴有時候會有兩個不同的名稱。
以下各熱帶氣旋資訊以熱帶氣存在期間的最強形態為準。

## 颱風季預測
從2000年起的4月和6月，香港城市大學大氣研究實驗室都會公佈對該季的預測。它們將每季平均風暴數目（1950至2000年）定為31個熱帶氣旋，27個命名風暴，及17個颱風。
2008年4月18日，香港城市大學大氣研究實驗室發表了對2008年颱風季的首份預測，預期該季的熱帶氣旋活動高於平均（33個熱帶氣旋，30個命名風暴，19個颱風）。2008年6月24日，香港城市大學大氣研究實驗室發表了對2008年颱風季的第二份預測，再度確認此前的數據。

## 已被國際命名的熱帶氣旋
自2008年太平洋颱風季開始以來，本颱風季總共產生了31個熱帶氣旋。

### 颱風浣熊（Neoguri）
PAGASA: Ambo
在4月13日，菲律賓大氣地理天文部門發現一熱帶低氣壓在棉蘭老島之東形成，而日本氣象廳已在同日較早把它確認為熱帶低氣壓。第二天，聯合颱風警報中心把它確認為熱帶低氣壓。同日，聯合颱風警報中心將它升格為熱帶風暴。4月15日，日本氣象廳將它升格為熱帶風暴，並將它命名為浣熊。第二天，日本氣象廳將它升格為強烈熱帶風暴。同日，聯合颱風警報中心將它升格為颱風。同日，日本氣象廳將它升格為颱風。4月18日，中國氣象局宣布它在文昌市登陸，不過日本氣象廳並沒承認。第二天，日本氣象廳將它降格為強烈熱帶風暴。同日，日本氣象廳將它降格為熱帶風暴。同日，它在陽江登陸。同日，聯合颱風警報中心為它發出最後報告。同日，它減弱為一熱帶低氣壓，日本氣象廳為它發出最後報告。
菲律賓大氣地理天文部門將浣熊命名為「Ambo」。

### 颱風威馬遜（Rammasun）
PAGASA: Butchoy
在5月7日，菲律賓大氣地理天文部門發現一熱帶低氣壓在棉蘭老島之東形成，日本氣象廳在同日較早時間已把它確認為熱帶低氣壓。同日，日本氣象廳將它升格為熱帶風暴，並將它命名為威馬遜。同日，聯合颱風警報中心將它升格為熱帶風暴。第二天，日本氣象廳將它升格為強烈熱帶風暴。5月9日，聯合颱風警報中心將它升格為颱風。同日，日本氣象廳將它升格為颱風。5月10日，聯合颱風警報中心將它升格為超級颱風。第二天，聯合颱風警報中心將它降格為颱風。5月12日，日本氣象廳將它降格為強烈熱帶風暴。同日，聯合颱風警報中心將它降格為熱帶風暴，並為它發出最後報告。第二天，它轉性為溫帶氣旋，日本氣象廳為它發出最後報告。
菲律賓大氣地理天文部門將威馬遜命名為「Butchoy」。

### 強烈熱帶風暴麥德姆（Matmo）
PAGASA: Dindo
在5月14日，一熱帶低氣壓在馬尼拉之東北形成。第二天，日本氣象廳將它升格為熱帶風暴，並將它命名為麥德姆。同日，聯合颱風警報中心將它升格為熱帶風暴。5月16日，聯合颱風警報中心為它發出最後報告。第二天，它轉性為溫帶氣旋，日本氣象廳為它發出最後報告。日本氣象廳在事後報告中，將它升格為強烈熱帶風暴。
菲律賓大氣地理天文部門將麥德姆命名為「Dindo」。
此名字第一次使用，取代重創日本的查特安。

### 強烈熱帶風暴夏浪（Halong）
PAGASA: Cosme
在5月14日，菲律賓大氣地理天文部門發現一熱帶低氣壓在民都洛之西南形成，日本氣象廳在同日把它確認為熱帶低氣壓。第二天，聯合颱風警報中心把它確認為熱帶低氣壓。5月16日，日本氣象廳將它升格為熱帶風暴，並將它命名為夏浪。同日，聯合颱風警報中心將它升格為熱帶風暴。第二天，日本氣象廳將它升格為強烈熱帶風暴。同日，聯合颱風警報中心將它升格為颱風。同日，它在邦阿西楠省和拉乌尼翁省登陸。同日，聯合颱風警報中心將它降格為熱帶風暴。5月18日，日本氣象廳將它降格為熱帶風暴。同日，日本氣象廳將它升格為強烈熱帶風暴。第二天，日本氣象廳將它降格為熱帶風暴。5月20日，聯合颱風警報中心為它發出最後報告。同日，它轉性為溫帶氣旋，日本氣象廳為它發出最後報告。菲律賓大氣地理天文部門將夏浪命名為「Cosme」。

### 颱風娜基莉（Nakri）
PAGASA: Enteng
在5月27日，一熱帶低氣壓在雅蒲島之西北偏北形成。同日，日本氣象廳將它升格為熱帶風暴，並將它命名為娜基莉。同日，聯合颱風警報中心將它升格為熱帶風暴。第二天，日本氣象廳將它升格為強烈熱帶風暴。同日，聯合颱風警報中心將它升格為颱風。同日，日本氣象廳將它升格為颱風。6月2日，日本氣象廳將它降格為強烈熱帶風暴。同日，聯合颱風警報中心將它降格為熱帶風暴。第二天，聯合颱風警報中心為它發出最後報告。同日，它轉性為溫帶氣旋，日本氣象廳為它發出最後報告。
菲律賓大氣地理天文部門將娜基莉命名為「Enteng」。

### 颱風風神（Fengshen）
PAGASA: Frank
在6月18日，菲律賓大氣地理天文部門發現一熱帶低氣壓在Hinatuan之東北形成，日本氣象廳在同日把它確認為熱帶低氣壓。同日，聯合颱風警報中心把它確認為熱帶低氣壓。同日，聯合颱風警報中心將它升格為熱帶風暴。第二天，日本氣象廳將它升格為熱帶風暴，並將它命名為風神。同日，日本氣象廳將它升格為強烈熱帶風暴。同日，日本氣象廳將它升格為颱風。同日，聯合颱風警報中心將它升格為颱風。6月20日，它在薩馬島登陸。同日，它在馬斯巴特島登陸。第二天，它在塔布拉斯島、馬林杜克島和奎松省登陸。6月22日，它在布拉乾省登陸。第二天，日本氣象廳將它降格為強烈熱帶風暴。同日，聯合颱風警報中心將它降格為熱帶風暴。6月24日，它在香港以東海域掠過並登陸深圳葵涌鎮。第二天，日本氣象廳將它降格為熱帶風暴。同日，聯合颱風警報中心將它降格為熱帶低氣壓，並為它發出最後報告。同日，它減弱為一熱帶低氣壓，日本氣象廳為它發出最後報告。
菲律賓大氣地理天文部門將風神命名為「Frank」。

### 颱風海鷗（Kalmaegi）
PAGASA: Helen
在7月13日，菲律賓大氣地理天文部門發現一熱帶低氣壓在巴士古之東形成，日本氣象廳已在前一天把它升格為熱帶低氣壓。第二天，聯合颱風警報中心把它確認為熱帶低氣壓。7月15日，聯合颱風警報中心將它升格為熱帶風暴。同日，日本氣象廳將它升格為熱帶風暴，並將它命名為海鷗。同日，聯合颱風警報中心將它降格為熱帶低氣壓。同日，聯合颱風警報中心將它升格為熱帶風暴。第二天，日本氣象廳將它升格為強烈熱帶風暴。7月17日，日本氣象廳將它升格為颱風。同日，聯合颱風警報中心將它升格為颱風。同日，它在台灣的宜蘭縣南澳鄉登陸。同日，日本氣象廳將它降格為強烈熱帶風暴。第二天，聯合颱風警報中心將它降格為熱帶風暴。同日，日本氣象廳將它降格為熱帶風暴。同日，聯合颱風警報中心為它發出最後報告。7月19日，它在浙江省登陸。第二天，它在北韓黃海南道甕津郡登陸。同日，它轉性為溫帶氣旋，日本氣象廳為它發出最後報告。
菲律賓大氣地理天文部門將海鷗命名為「Helen」。

### 颱風鳳凰（Fung-wong）
PAGASA: Igme
在7月24日，菲律賓大氣地理天文部門發現一熱帶低氣壓在巴士古之東北形成，日本氣象廳已在前一天把它升格為熱帶低氣壓。同日，聯合颱風警報中心把它確認為熱帶低氣壓。第二天，聯合颱風警報中心將它升格為熱帶風暴。同日，日本氣象廳將它升格為熱帶風暴，並將它命名為鳳凰。7月26日，日本氣象廳將它升格為強烈熱帶風暴。同日，聯合颱風警報中心將它升格為颱風。第二天，日本氣象廳將它升格為颱風。7月28日，它在台灣台東縣長濱鄉附近登陸。同日，日本氣象廳將它降格為強烈熱帶風暴。同日，它在中國福建省福清市東瀚鎮登陸。同日，聯合颱風警報中心將它降格為熱帶風暴。同日，聯合颱風警報中心為它發出最後報告。第二天，日本氣象廳將它降格為熱帶風暴。同日，它減弱為一熱帶低氣壓，日本氣象廳為它發出最後報告。
菲律賓大氣地理天文部門將鳳凰命名為「Igme」。

### 強烈熱帶風暴北冕（Kammuri）
PAGASA: Julian
在8月3日，菲律賓大氣地理天文部門發現一熱帶低氣壓在阿帕里之東北形成，日本氣象廳在同日把它確認為熱帶低氣壓。第二天，聯合颱風警報中心把它確認為熱帶低氣壓。同日，聯合颱風警報中心將它升格為熱帶風暴。8月5日，日本氣象廳將它命名為北冕。。同日，它在上川島登陸。同日，它在下川島登陸。同日，它三度在陽江市登陸。。。8月7日，它在防城港市登陸。同日，它減弱為一熱帶低氣壓，日本氣象廳為它發出最後報告。
菲律賓大氣地理天文部門將北冕命名為「Julian」。

### 強烈熱帶風暴巴蓬（Phanfone）
在8月10日，日本氣象廳將位於南鳥島之北的熱帶低氣壓升格為熱帶風暴，並將它命名為巴蓬。巴蓬在形成不久就迅速增強，更一度增強至強烈熱帶風暴。但在第二天，它迅速減弱並轉性為溫帶氣旋，日本氣象廳為它發出最後報告。

### 強烈熱帶風暴黄蜂（Vongfong）
在8月14日，一熱帶低氣壓在東京之西南形成。第二天，聯合颱風警報中心將它升格為熱帶風暴。同日，日本氣象廳將它升格為熱帶風暴，並將它命名為黃蜂。8月16日，聯合颱風警報中心為它發出最後報告。第二天，它轉性為溫帶氣旋，日本氣象廳為它發出最後報告。

### 颱風鸚鵡（Nuri）
PAGASA: Karen
在8月17日，一熱帶低氣壓在關島之西南形成。同日，聯合颱風警報中心將它升格為熱帶風暴。第二天，日本氣象廳將它升格為熱帶風暴，並將它命名為鸚鵡。同日，日本氣象廳將它升格為強烈熱帶風暴。同日，聯合颱風警報中心將它升格為颱風。同日，日本氣象廳將它升格為颱風。8月21日，日本氣象廳將它降格為強烈熱帶風暴。同日，聯合颱風警報中心將它降格為熱帶風暴。第二天，它在香港西貢附近登陸。同日，日本氣象廳將它降格為熱帶風暴。同日，聯合颱風警報中心為它發出最後報告。8月23日，它減弱為一熱帶低氣壓，日本氣象廳為它發出最後報告。
菲律賓大氣地理天文部門將鸚鵡命名為「Karen」。

### 颱風森拉克（Sinlaku）
PAGASA: Marce
在9月8日，菲律賓大氣地理天文部門發現一熱帶低氣壓在Virac之東北形成，日本氣象廳已在同日較早把它確認為熱帶低氣壓。同日，聯合颱風警報中心把它確認為熱帶低氣壓。同日，日本氣象廳將它升格為熱帶風暴，並將它命名為森垃克。同日，聯合颱風警報中心將它升格為熱帶風暴。第二天，日本氣象廳將它升格為強烈熱帶風暴。
同日，聯合颱風警報中心將它升格為颱風。同日，日本氣象廳將它升格為颱風。9月13日，它在台灣宜蘭縣蘭陽溪口登陸。第二天，日本氣象廳將它降格為強烈熱帶風暴。9月15日，聯合颱風警報中心將它降格為熱帶風暴。第二天，日本氣象廳將它降格為熱帶風暴。9月17日，日本氣象廳將它升格為強烈熱帶風暴。第二天，聯合颱風警報中心將它升格為颱風。同日，它在屋久島登陸。同日，聯合颱風警報中心將它降格為熱帶風暴。同日，它在種子島登陸。9月19日，聯合颱風警報中心將它升格為颱風。
菲律賓大氣地理天文部門將森拉克命名為「Marce」。

### 颱風黑格比（Hagupit）
PAGASA: Nina
在9月18日，一熱帶低氣壓在關島之西北形成。第二天，聯合颱風警報中心將它升格為熱帶風暴。在9月19日 1330 UTC，日本氣象廳升格為熱帶風暴並命名為黑格比。在9月20日 0115 UTC，日本氣象廳升格為強烈熱帶風暴。在9月19日 1250 UTC，日本氣象廳升格為颱風。在9月19日 1500 UTC，聯合颱風警報中心升格為颱風。
菲律賓大氣地理天文部門將黑格比命名為「Nina」。

### 颱風薔薇（Jangmi）
PAGASA: Ofel
薔薇於9月24日在雅浦島西北偏北約340公里的北太平洋西部上形成為一熱帶低氣壓。初時一個廣闊的副熱帶高壓脊位於薔薇中心以北，薔薇沿著該副熱帶高壓脊之西南面大致向西北偏西移動。它在高空輻散非常良好，附近水溫頗高及垂直風切變微弱的大氣環境下迅速增強，當晚它增強為熱帶風暴，翌日凌晨增強為強烈熱帶風暴。薔薇於9月26日下午進一步增強為颱風及轉向西北移動。
它於9月27日進一步增強，被聯合颱風警報中心調升為相當於五級颶風的強度，其中心十分鐘最高持續風力為每小時215公里（日本氣象廳評級），一分鐘最高持續風力更達每小時260公里，最高陣風亦接近每小時305公里。颱風薔薇是自2007年颱風聖帕首個達五級颶風強度的熱帶氣旋，亦是2008年最強的熱帶氣旋。薔薇發展出一個55公里寬的完整無雲的風眼，它亦增強至大氣環境所能容納的最高強度。
颱風薔薇在登陸前受陸地影響減弱至相當於四級颶風的強度，並於9月28日下午3時40分在台灣宜蘭縣南澳鄉附近登陸。
當晚它橫過台灣北部，它受台灣地形影響，曾短暫向西南移動並迅速減弱。隨後西風槽經過令副熱帶高壓脊東退，令薔薇轉向北移動，它於9月29日離開台灣，並減為一強烈熱帶風暴，傍晚再減弱為熱帶風暴及沿著副熱帶高壓脊之西北部轉向東北移動。薔薇受較高垂直風切變和較冷海水的影響繼續減弱。薔薇於9月30日進一步轉向東北偏東移動，橫過東海。
薔薇於10月1日受西風槽影響，於晚上在鹿兒島以南約170公里變性為溫帶氣旋，橫過日本以南海域。

### 熱帶風暴米克拉（Mekkhala）
在9月27日，一熱帶性低氣壓在南海之海面上形成。9月28日，聯合颱風警報中心將它升格為熱帶風暴。
10月1日，聯合颱風警報中心為米克拉發出最後警告。

### 熱帶風暴海高斯（Higos）
PAGASA: Pablo
海高斯於9月29日在馬尼拉東南約1130公里的菲律賓以東海域形成為一熱帶低氣壓，它初時在其中心以北的高壓脊引導下，大致向西北移動，翌日增強為熱帶風暴及橫過菲律賓中部。當日下午海高斯登陸菲律賓，強度略為下降。
10月1日海高斯稍為採取一個偏北路徑，當晚在馬尼拉西南約40公里處掠過，受地形影響，強度進一步下降。翌日海高斯進入南海，在香港以南約680公里掠過，並減弱為熱帶低氣壓。海高斯繼續受在其中心以北的高壓脊引導，高速向西北偏西移動，橫過南海中部。
10月3日，海高斯以北的高壓脊出現一個弱點，令它漸漸轉向西北偏北移動。同時，海高斯因南海環境頗佳而重新增強為熱帶風暴，當晚它登陸海南島文昌市龍樓鎮，並繼續向北移動，橫過海南島東部及趨向廣東西部。受到海南島陸地影響，海高斯移動轉為緩慢，組織轉差，對流明顯減弱及更為鬆散，於翌日上午5時才離開海南島，同日上午10時左右再一次減弱為一熱帶低氣壓。
當日下午海高斯繼續逼近廣東西部，並於下午五時十分登陸吳川市大山江鎮。登陸海高斯進一步減弱，它於翌日凌晨減弱為一低壓區。
菲律賓大氣地理天文部門將海高斯命名為「Pablo」。

### 熱帶風暴巴威（Bavi）
在10月19日，一熱帶低氣壓在九州東南之海面上形成。同日，聯合颱風警報中心將它升格為熱帶風暴。10月20日，巴威轉變為溫帶氣旋。聯合颱風警報中心為巴威發出最後警告。

### 強烈熱帶風暴美莎克（Maysak）
PAGASA: Quinta-Siony
在11月7日，一熱帶低氣壓在巴拉望島西北之海面上形成。同日，聯合颱風警報中心將它升格為熱帶風暴。翌日於西沙以東海面再升格為一強烈熱帶風暴，受南海北部的一股冷鋒影響，美莎克移至東沙南面海域時移動相當緩慢，並在馬來西亞沙巴北面海岸一帶受赤道無風帶影響而減弱。11月10日，它減弱為一熱帶低氣壓，聯合颱風警報中心為美莎克發出最後警告。同日20時，它減弱為一低壓區。11月12日，美莎克的環流重新增強，聯合颱風警報中心把它重新升格為熱帶擾動。同日晚上，聯合颱風警報中心為它發出熱帶氣旋形成警報（TCFA）。 但是，因美莎克遲遲不增強，最後聯合颱風警報中心在11月14日取消熱帶氣旋形成警報，並把它降格為熱帶雲團。
菲律賓大氣地理天文部門將美莎克命名為「Quinta-Siony」。
因颱風環流與東北季風結合，在台灣中部以北及東部地區降下豪大雨。

### 熱帶風暴海神（Haishen）
11月15日，一熱帶低氣壓於硫磺島附近形成，它增強為熱帶風暴。翌日，它迅速演變成溫帶氣旋。

### 熱帶風暴紅霞（Noul）
PAGASA: Tonyo
11月12日，一热带扰动于棉兰老岛以东生成。当日，联合台风警报中心给予其评级为「POOR」。
11月14日，该热带扰动于棉兰老岛登陆，之后移入苏禄海。
11月16日，该热带扰动在巴拉望岛登陆，之后移入南海。联合台风警报中心随后升格其为热带低气压，并给予其编号26W。该日晚上，该热带低气压增强为一热带风暴，并命名为红霞。
11月17日，红霞于越南芽庄市沿海登陆，移入越南境内。同日，红霞在柬埔寨境内减弱为一热带低气压，之后逐渐消散。
菲律賓大氣地理天文部門將紅霞命名為「Tonyo」。

### 颱風白海豚（Dolphin）
PAGASA: Ulysses
12月初，一低壓區在關島西北面海域形成，它迅速向東北移動並轉化為一個溫帶氣旋。12月4日，該溫帶氣旋移至北緯30度線附近，即威克島以北附近，並向東移動，中心風力增強至烈風程度。它移至東經170度線附近轉向東南移。12月8日，日本氣象廳將它升格為熱帶低氣壓，指它由一個溫帶氣旋轉化為一個熱帶氣旋。12月9日，由於水氣不足，它逐漸減弱，日本氣象廳將它降格為低壓區。12月10日，日本氣象廳將它重新升格為熱帶低氣壓。同日，聯合颱風警報中心把它確認為熱帶低氣壓，由「POOR」直接升格為熱帶低氣壓。12月11日，該熱帶低氣壓掠過關島以南海域。12月12日，聯合颱風警報中心將27W升格為熱帶風暴。同日，日本氣象廳為27W發出烈風警告。當日下午，日本氣象廳將27W升格為熱帶風暴，並給予名稱白海豚。12月15日，日本氣象廳將它升格為強烈熱帶風暴。同日，聯合颱風警報中心將白海豚升格為颱風。同日，日本氣象廳將它升格為颱風。
12月19日，聯合颱風警報中心為白海豚發出最後警告。菲律賓大氣地理天文部門將白海豚命名為「Ulysses」。

## 未被國際命名的熱帶氣旋
除了被日本氣象廳命名的熱帶氣旋外，還有一些沒被命名的熱帶低氣壓和被聯合颱風警報中心認為是熱帶風暴的熱帶氣旋。以下列出那些熱帶氣旋的資料。

### 熱帶低氣壓01W
在1月13日，一熱帶低氣壓於在馬尼拉之西南形成。第二天，聯合颱風警報中心將它升格為熱帶風暴。同日，聯合颱風警報中心將它降格為熱帶低氣壓。1月15日，聯合颱風警報中心為它發出最後報告。同日，聯合颱風警報中心重新為它發出報告。第二天，聯合颱風警報中心為它發出最後報告。

### 熱帶低氣壓
PAGASA: Gener
在7月4日，菲律賓大氣地理天文部門發現一熱帶低氣壓在Coron之西北形成。第二天，它離開菲律賓的警告範圍，菲律賓大氣地理天文部門為它發出最後報告。日本氣象廳在7月7日將它確認為熱帶低氣壓，聯合颱風警報中心也曾為它發出「熱帶氣旋形成警報」（TCFA），後因為它登陸廣東東部而將TCFA取消。它的登錄地點惠州一帶，曾刮起數小時的狂風，伴隨大雨。該熱帶低氣壓於7月7日下午2時最接近香港，當時它位於香港東南偏南約40公里（22°06′N 114°30′E / 22.1°N 114.5°E - JTWC下午2時的定位），當時它掠過香港以南海域。當日天文台3度發出雷暴警告（香港）
。
當晚熱帶低氣壓登陸廣東東部，並進一步減弱，但翌日仍為香港帶來暴雨，天文台於9時15分發出黃色暴雨警告信號，並於10時45分取消。 與熱帶低氣壓相關的西南氣流於7月8日為香港帶來不穩定的天氣。
由於香港天文台沒有將Gener升格為熱帶低氣壓，因此並沒發出一號戒備信號。
菲律賓大氣地理天文部門將此熱帶低氣壓命名為「Gener」。

### 熱帶低氣壓11W
在8月13日，一熱帶低氣壓在那霸之北形成。第二天，聯合颱風警報中心為它發出最後報告。

### 熱帶低氣壓基卡（Kika）
8月14日下午2時，基卡的殘餘雲系在越過國際日期變更線進入西北太平洋範圍後重新發展，因此改由日本氣象廳（JMA）發報。下午5時，日本氣象廳將其評定為低壓區。同時，聯合颱風警報中心將其評定為熱帶低氣壓，沿用中太平洋名稱基卡。8月16日，聯合颱風警報中心對其發出最後的警報。

### 熱帶低氣壓14W
PAGASA: Lawin
在8月25日，菲律賓大氣地理天文部門發現一熱帶低氣壓在Virac之東南形成，日本氣象廳在第二天把它確認為熱帶低氣壓。同日，聯合颱風警報中心把它確認為熱帶低氣壓。8月27日，聯合颱風警報中心將它升格為熱帶風暴。同日，聯合颱風警報中心將它降格為熱帶低氣壓。第二天，聯合颱風警報中心為它發出最後報告。
菲律賓大氣地理天文部門將14W命名為「Lawin」。

### 熱帶低氣壓16W
在9月10日，一熱帶風暴在東京之東南形成。同日，聯合颱風警報中心將它降格為熱帶低氣壓。同日，聯合颱風警報中心將它升格為熱帶風暴。第二天，聯合颱風警報中心將它降格為熱帶低氣壓。同日，聯合颱風警報中心為它發出最後報告。

### 熱帶低氣壓17W
在9月14日，一低壓區於轉化為溫帶氣旋前在東京以東增強為熱帶低氣壓。同日，聯合颱風警報中心為它發出最後報告。

### 熱帶低氣壓22W
在10月13日，一熱帶低氣壓在海南島以西，北部灣以南形成。翌日，聯合颱風警報中心將它升格為熱帶風暴。10月15日，聯合颱風警報中心將它降格為熱帶低氣壓。同日，聯合颱風警報中心為它發出最後報告。

### 熱帶低氣壓
PAGASA: Rolly
在11月6日，一熱帶擾動在菲律賓海形成。第二天，聯合颱風警報中心把它確認為一热带扰动，并评级为“fair”。同日菲律賓大氣地理天文部門把它升格為熱帶低氣壓。11月9日，菲律賓大氣地理天文部門為它發出最後報告並將它降格為低壓區。
菲律賓大氣地理天文部門將它命名為「Rolly」。

## 熱帶氣旋名單
西北太平洋的熱帶氣旋是由日本氣象廳東京颱風中心命名。名字是根據以下名單而定，不按年度劃分。風暴名字是由世界氣象組織颱風小組的成員提供，14個成員國和地區各自提交10個名稱，並以該國英文名稱按字母順序排列。在2008年使用的名字清單中，有5個名字被替換，新名字「三巴」、「馬力斯」、「山神」、「麗琵」和「山竹」，分別取代了「珍珠」、「碧利斯」、「桑美」、「象神」及「榴槤」。2007年使用過的與本年未用名稱以灰色表示，黑體字表示今年已經使用過。
| 提供國家／地區 | 名稱   | 名稱        | 名稱        | 名稱   | 名稱   |
| -------------- | ------ | ----------- | ----------- | ------ | ------ |
| 柬埔寨         | 達維   | 康妮        | 娜基莉 0805 | 科羅旺 | 莎莉嘉 |
| 中國           | 海葵   | 玉兔        | 風神 0806   | 杜鵑   | 海馬   |
| 北韓           | 鴻雁   | 桃芝        | 海鷗 0807   | 彩虹   | 米雷   |
| 中國香港       | 啟德   | 萬宜        | 鳳凰 0808   | 彩雲   | 馬鞍   |
| 日本           | 天秤   | 天兔        | 北冕 0809   | 巨爵   | 蠍虎   |
| 老撾           | 布拉萬 | 帕布        | 巴蓬 0810   | 凱薩娜 | 洛坦   |
| 中國澳門       | 三巴   | 蝴蝶        | 黃蜂 0811   | 芭瑪   | 梅花   |
| 馬來西亞       | 傑拉華   | 聖帕        | 鸚鵡 0812   | 茉莉   | 苗柏   |
| 密克罗尼西亚   | 艾雲尼 | 菲特        | 森拉克 0813 | 尼伯特 | 南瑪都 |
| 菲律賓         | 馬力斯 | 丹娜絲      | 黑格比 0814 | 盧碧   | 塔拉斯 |
| 南韓           | 格美   | 百合        | 薔薇 0815   | 銀河   | 奧鹿   |
| 泰國           | 派比安 | 韋帕        | 米克拉 0816 | 妮妲   | 玫瑰   |
| 美國           | 瑪莉亞 | 范斯高      | 海高斯 0817 | 奧麥斯 | 洛克   |
| 越南           | 山神   | 利奇馬      | 巴威 0818   | 康森   | 桑卡   |
| 柬埔寨         | 寶霞   | 羅莎        | 美莎克 0819 | 燦都   | 納沙   |
| 中國           | 悟空   | 海燕        | 海神 0820   | 電母   | 海棠   |
| 北韓           | 清松   | 楊柳        | 紅霞 0821   | 蒲公英 | 尼格   |
| 中國香港       | 珊珊   | 玲玲        | 白海豚 0822 | 獅子山 | 榕樹   |
| 日本           | 摩羯   | 劍魚        | 鯨魚        | 圓規   | 天鷹   |
| 老撾           | 麗琵   | 法茜        | 燦鴻        | 南川   | 帕卡   |
| 中國澳門       | 貝碧嘉 | 琵琶        | 蓮花        | 瑪瑙   | 珊瑚   |
| 馬來西亞       | 溫比亞 | 塔巴        | 浪卡        | 莫蘭蒂 | 瑪娃   |
| 密克罗尼西亚   | 蘇力   | 米娜        | 蘇迪羅      | 凡亞比 | 古超   |
| 菲律賓         | 西馬侖 | 海貝思      | 莫拉菲      | 馬勒卡 | 泰利   |
| 南韓           | 飛燕   | 浣熊 0801   | 天鵝        | 鮎魚   | 杜蘇芮 |
| 泰國           | 山竹   | 威馬遜 0802 | 莫拉克      | 暹芭   | 卡努   |
| 美國           | 尤特   | 麥德姆 0803 | 艾濤        | 艾利   | 韋森特 |
| 越南           | 潭美   | 夏浪 0804   | 環高        | 桑達   | 蘇拉   |

### 菲律賓熱帶氣旋命名法
菲律賓大氣地理天文部門 (PAGASA) 使用自己一套命名法，作於該國風暴責任範圍內的熱帶氣旋命名之用。名單每四年循環再用，因此本年名單與2004年太平洋颱風季的名單相同，但熱帶氣旋名稱 Unding, Violeta 和 Winnie 則被 Ulysses, Vicky 和 Warren 所取代。本年未用名稱以灰色字表示，粗體名稱則表示該風暴活躍中。
| - Ambo 0801 - Butchoy 0802 - Cosme 0804 - Dindo 0803 - Enteng 0805 - Frank 0806 - Gener | - Helen 0807 - Igme 0808 - Julian 0809 - Karen 0812 - Lawin - Marce 0813 - Nina 0814 | - Ofel 0815 - Pablo 0817 - Quinta 0819 - Rolly - Siony - Tonyo 0821 - Ulysses 0822 | - Vicky（未用） - Warren（未用） - Yoyong（未用） - Zosimo（未用） - Alakdan（未用） - Balbo（未用） - Clara（未用） | - Dencio（未用） - Estong（未用） - Felipe（未用） - Gardo（未用） - Heling（未用） - Ismael（未用） - Julio（未用） |

## 內部連結
- 2008年大西洋颶風季
- 2008年太平洋颶風季
- 2008年北印度洋氣旋季
- 2007－2008年西南印度洋熱帶氣旋季
- 2007－2008年澳洲地區熱帶氣旋季
- 2007－2008年南太平洋熱帶氣旋季
- 2008－2009年西南印度洋熱帶氣旋季
- 2008－2009年澳洲地區熱帶氣旋季
- 2008－2009年南太平洋熱帶氣旋季

## 外部連結
| 太平洋颱風季             |
| 主題頁 - 專題 - 編輯指南 |

- 聯合颱風警報中心
- 日本氣象廳熱帶氣旋資訊（页面存档备份，存于）
- 菲律賓大氣地理天文部門熱帶氣旋資訊
- 香港天文台熱帶氣旋資訊（页面存档备份，存于）
- 澳門地球物理暨氣象局熱帶氣旋資訊
- 中央氣象局熱帶氣旋資訊
- 熱帶氣旋衛星影像（页面存档备份，存于）
- 熱帶氣旋衛星影像
- 數位颱風—熱帶氣旋資料及圖片（页面存档备份，存于）